# Стокова фотография
Стокова фотография (от английски: stock – „склад“, „наличност“, наричана също „складова“) е предлагането на снимки за специфични цели. Снимките се предлагат на публично достъпни платформи за търговия (световна борса за стокови снимки) и може да се използват като илюстрация или в реклами. Стоковите снимки могат да бъдат разрешени за използване (лицензирани) за различни цели. Издатели на книги, технически издателства, списания, рекламни агенции, режисьори, уебдизайнери, художници, интериорни декоратори, корпоративни творчески групи и т.н. се обръщат към банки със стокови снимки, за да използват изображения от тях в работата си. Индустрията на стоковата фотография, която започва да набира популярност през 20-те години на миналия век, е създала модели, включващи традиционната макростокова фотография, средностокова фотография и микростокова фотография. Традиционните стокови агенции таксуват от няколкостотин до няколко хиляди щатски долара за изображение, докато микростоковата фотография може да се продава за около 0,25 щатски цента. Професионалните стокови фотографи традиционно предоставят своите изображения на една или повече стокови агенции на договорна (комисионна) основа. Стоковите агенции могат също да приемат висококачествени снимки на любители фотографи, изпратени онлайн.
Темите на стоковите снимки са най-различни. Традиционни агенции за стокови снимки са RobertStock, Bettman Archive в Ню Йорк и Hulton Archive в Обединеното кралство, наред с много други. През 90-те години на миналия век компании като Photodisc в Сиатъл, Вашингтон, започват да продават CD-ROM дискове с пакети от изображения, ставайки пионер в безплатната лицензна система във време, когато лицензирането за еднократно използване е норма в стоковата индустрия. Между 1990 г. и средата на 2000 г. настъпва голяма консолидация сред агенциите за стокови снимки, особено чрез Corbis и Getty Images. Ранната микростокова компания iStockphoto е основана през май 2000 г., последвана от компании като Dreamstime, fotoLibra, Can Stock Photo, 123RF, Shutterstock, JumpStory и Adobe Stock. Колекциите от стокови изображения се наричат различно – фотосток, фотоархив, фотобиблиотека, имиджбанка или фотобанка.

## Описание
Стоковата фотография се отнася до доставката на снимки, които често са лицензирани за специфични цели, като например публикуване на списания или правене на брошури. Според The New York Times от 2005 г. повечето дизайнери на корици на книги предпочитат агенциите за стокова фотография пред фотографите, за да си спестят част от разходите. Освен това издателите могат да купуват снимки на изключителна или неизключителна основа.
Установените модели на стокова фотография включват:
- Макростокова: скъпа и изключителна стокова фотография, известна още като традиционна стокова фотография;[2]
- Средностокова: Стокова фотография на цена между микро- и макростоковата, която често се използва онлайн;[3]
- Микростокова: На ниски цени и за всички. В конкуренция с традиционните агенции микростоковата фотография е сравнително нов модел на стокова фотография, който се предлага чрез агенции, които продават изображения на по-ниски цени, но в по-голям обем, даже и безплатно.[4]

Според The New York Times, конвенционалните агенции за снимки таксуват от няколкостотин до няколко хиляди американски долара на изображение и „основават таксите на публикувания размер на изображението, тиража и други фактори“. Микростоковите снимки може да се продават евтино – само за 0,25 цента. Професионалните стокови фотографи традиционно предоставят своите изображения на една или повече стокови агенции на договорна основа, с определена комисионна и определен срок на договора. Обикновено се предполага, че 30 до 50 % от цената е за фотографа, въпреки че в началото на стоковата фотографска индустрия таксите обикновено са били поделяни наполовина между агенцията и автора.

## Видове лицензи за стокови снимки

### Public domain
В областта на фотографията и графиката публично достояние (англ. Public domain) означава, че изображението е свободно за използване без закупуване на лиценз и може да се използва за търговски или лични цели. Произведения, които са обществено достояние, са тези, чиито изключителни права на интелектуална собственост са изтекли, изгубени са или са неприложими.

### Royalty-free
В областта на фотографията и илюстрациите безвъзмездният лиценз (англ. Royalty-free) се отнася до лиценз за авторски права, при който потребителят има право да използва снимката без ограничения въз основа на еднократно плащане на лицензодателя. Следователно потребителят може да използва изображението в няколко проекта, без да се налага да закупува допълнителни лицензи. Безвъздмездните лицензи не могат да се предоставят на изключителна основа. В стоковата фотография Royalty-free е един от най-разпространените лицензи, който понякога се противопоставя на лицензите Rights Managed и често се използва в бизнес моделите за абонаментна или микростокова фотография.

### Rights Managed
Управляеми права (англ. Rights Managed) в стоковата фотография (понякога наричано „лицензирани изображения“) се отнася до лиценз за авторски права, който, ако бъде закупен от потребител, позволява еднократното използване на снимката, както е посочено в лиценза. Ако потребителят иска да използва снимката за други цели, е необходимо да закупи допълнителен лиценз. Лицензите Rights Managed могат да бъдат предоставени на неизключителна или изключителна основа. В стоковата фотография Rights Managed е един от двата най-разпространени вида лиценз заедно с безвъзмездния; абонаментната и микростоковата фотография са бизнес модели, често бъркани като отделни видове лицензи (и в двата случая се използва безвъзмездният (Royalty-free) вид лиценз).